# Свердлово (Тверська область)
Свердлово (рос. Свердлово) — село в Конаковському районі Тверської області Російської Федерації.
Населення становить 96 осіб. Входить до складу муніципального утворення Вахонинське сільське поселення.

## Історія
Від 2005 року входить до складу муніципального утворення Вахонинське сільське поселення.

## Населення
| 2010 |
| ---- |
| 96   |